# Стефко Величков
Стефко Величков (роден на 15 август 1949 г.), наричан по прякор Бачето, е бивш български футболист, ляв защитник. След края на кариерата си е и треньор по футбол. Играл е за Спартак (Плевен), Академик (Свищов), Етър (Велико Търново) и ЦСКА (София). Изиграва общо 251 мача и бележи 1 гол в А група, както и 105 мача в Б група.
Има 26 мача с 1 гол за националния отбор на България. Участник на световното първенство в Германия'74.

## Кариера
Родом от Плевен, в детските си години Величков тренира плуване и гребане в местното дружество Спартак. На 12-годишна възраст започва да се занимава с футбол. Израства в школата на Спартак (Плевен). На 17-годишна възраст дебютира за първия състав в Северната Б група през сезон 1966/67, в който плевенчани завършват на 1-во място и си осигуряват промоция в А група. През следващите два сезона изиграва 27 мача в елита. В този период Величков записва и 16 мача за юношеския национален отбор, с който участва на две европейски първенства – през 1966 г. в Югославия и през 1968 г. във Франция.
През лятото на 1969 г. преминава във втородивизионния Академик (Свищов), където обаче остава само един сезон. През 1970 г. е привлечен от елитния Етър. С виолетовия екип се утвърждава като един от най-добрите защитници в А група. На 7 април 1971 г. Величков дебютира за България в контрола срещу Гърция, като по този начин става първият футболист на Етър, играл за националния отбор. Бележи единственият си гол за „лъвовете“ на 19 май 1971 г. в европейска квалификация срещу Унгария, която е спечелена с 3:0. През 1974 г. е включен от селекционера Христо Младенов в състава за световното първенство в Германия, където играе по 90 минути и в трите срещи на България срещу Швеция, Уругвай и Холандия. Остава в Етър до лятото на 1974 г. като изиграва общо 136 мача в първенството.
На 25-годишна възраст Величков е привлечен в ЦСКА (София). Дебютира официално за „армейците“ на 22 септември при победа с 3:0 над Пирин (Благоевград), като заменя през второто полувреме Петър Жеков. До края на сезона изиграва 22 мача и става шампион на България. Бележи и един гол – в 18-ия кръг при успех с 2:0 срещу Дунав (Русе) на 22 март 1975 г. С ЦСКА печели титлата и през сезон 1975/76.
През 1976 г. Величков се завръща в Спартак (Плевен), където остава до лятото на 1980 г. Прекратява кариерата си на 31-годишна възраст и е назначен за помощник-треньор в Спартак. През сезон 1985/86 става старши треньор. Още в два периода е бил начело на плевенчани. Водил е също Арда (Кърджали) и Светкавица (Търговище).
Почетен гражданин на Плевен.

## Успехи
ЦСКА (София)
- А група:
  -  Шампион (2): 1974/75, 1975/76